# Suomi KP-31
Suomi KP-31 (Suomi-konepistooli, súng tiểu liên Phần Lan) là loại súng tiểu liên do Phần Lan thiết kế đã sử dụng trong chiến tranh thế giới thứ hai. Nó được thiết kế bởi nhà thiết kế súng Phần Lan Aimo Lachti. Mẫu thử nghiệm đầu tiên được thực hiện năm 1922 và năm 1926 thì tiến hành sản xuất mẫu sử dụng loại đạn 7,65x22mm Luger. Phiên bản sau đó được quân đội Phần Lan để đưa vào sử dụng là khẩu Suomi KP-31 sử dụng loại đạn 9x19mm Parabellum.
Suomi KP-31 hầu hết được sử dụng trong quân đội Phần Lan và Đan Mạch nhưng nó cũng được xuất khẩu với số lượng lớn cho các nước vùng Baltic, một số nước châu Âu và Nam Phi. Suomi đã chứng minh được hiệu quả của nó trong cuộc chiến mùa Đông chống lại Liên Xô. Nó cũng đã cho thế giới thấy tầm quan trọng của súng tiểu liên trong các cuộc chiến hiện đại. Việc sản xuất loại súng này tại Phần Lan đã dừng năm 1944 nhưng nó vẫn còn được sử dụng cho đến những năm 1990 khi nó dần bị thay thế bởi các khẩu súng trường tấn công trong quân đội Phần Lan.
Khi cuộc chiến mùa Đông nổ ra thì quân đội Phần Lan có 4000 khẩu Suomi. Trong quá trình cuộc chiến diễn ra thì thiết kế của loại súng này có thay đổi một tí với việc gắn thêm bộ phận chống giật, phiên bản này có tên KP-31 SJR (Suujarru). Aimo Lahti không hài lòng với phiên bản này vì ông tin nó làm giảm độ tin cậy của súng. Tuy nhiên một nửa mẫu KP-31 sử dụng tại Phần Lan là mẫu KP-31 SJR. Ban đầu KP-31 đã được giới thiệu để thay thế cho các khẩu LMG nhưng nó đã cho thấy là không đủ tiêu chuẩn để có thể thay thế vai trò của các súng máy. Thay vào đó các binh lính đã tự học qua các bài huấn luyện và trục trặc khi chiến đấu để dụng loại súng tiểu liên này tốt hơn. Khi chiến tranh Liên Xô-Phần Lan (1939-1940) nổ ra thì quân đội Phần Lan trang bị cả súng máy (thường là khẩu Degtyarov DP thu được trong cuộc chiến trước) cùng KP-31 cho mọi nhóm lính. Đến năm 1943 thì mỗi nhóm lính có hai khẩu KP-31. Việc chế tạo được tiếp tục với mục đích trang bị mỗi nhóm lính ba khẩu KP-31 nhưng kế hoạch bị bãi bỏ năm 1944 do cuộc chiến kết thúc.
Một phiên bản chiến đấu trong công sự cũng được phát triển và chế tạo với số lượng rất nhỏ (khoảng 500 khẩu) năm 1941, nó có một khung bảo vệ nòng súng mỏng. Nó cũng để chiến đấu trong mội trường chật hẹp của công sự. Nó không có báng súng nhưng có tay cầm cò súng. Và thậm chí còn có một mẫu để làm súng dự phòng cho loại tăng Vickers 6-Ton nhưng chỉ có vài khẩu được chế tạo do cuộc chiến mùa Đông kết thúc. Mẫu này không bao giờ được chế tạo sau đó do các khẩu Degtyarov DP thu được đã cho thấy nó hoàn toàn thích hợp và mạnh hơn nhiều cho vị trí đó. Tuy nhiên mẫu súng gắn trên xe tăng này chỉ được đưa ra khỏi biên chế những năm 1980 mặc dù các xe tăng gắn chúng đã đưa ra khỏi biên chế năm 1959 có thể do quân đội Phần Lan quên mất sự tồn tại của chúng.
Thụy Điển, Đan Mạch và Thụy Sĩ đã mua bản quyền chế tạo loại súng này với tên Hispano-Suiza MP43/44.

## Các nước sử dụng
- Bolivia
- Ai Cập : M/37-39 của Thuỵ Điển
- Bulgaria : Mua 5000 khẩu từ năm 1940-1942
- Đan Mạch : Mua 32 khẩu từ Phần Lan và một số khẩu M/37-39 của Thuỵ Điển, được gọi là Madsen M.42 và sau đó được sản xuất nội địa cho đến khi Đức  giải giáp toàn bộ quân đội Đan Mạch vào tháng 8 năm 1943 , vẫn được sản xuất và sử dụng sau khi chiến tranh kết thúc
- Đức Quốc xã : Mua 3042 khẩu từ Phần Lan và tịch thu được nhiều khẩu từ Đan Mạch , những khẩu súng tịch thu từ Đan Mạch được gọi là Mp(Maschinenpistole) 746(d) ,  trang bị 120 khẩu cho binh lính Đức chiếm đóng Na Uy vào năm 1942 và binh lính Đức chiến đấu tại Mặt trận Phần Lan (Chiến tranh Xô – Đức). Hầu hết những khẩu súng này rời đi cùng quân đội Đức vào năm 1944 để chiến đấu tại nhiều nơi khác nhau
- Estonia : Mua 485 khẩu vào năm 1937
- Israel
- Liên Xô : Tịch thu được , được sửa đổi để dùng đạn 7,62×25mm Tokarev và được gọi là Karelo-Finskii KF-42
- Na Uy : M/37-39 của Thuỵ Điển
- Phần Lan
- Slovakia
- Thụy Điển : Một số khẩu được nhập từ Phần Lan và 35 000 khẩu được sản xuất theo giấy phép bởi Husqvarna Vabenfabriks AB . Ban đầu sử dụng đạn 9×20mm Browning và được gọi là Kpist m/37 , sau đó mới chuyển sang dùng đạn 9×19mm Parabellum và được gọi là Kpist m/37-39
- Thụy Sĩ : 100 biến thể Kp/-41 được giao (trong số 5000 khẩu được đặt hàng) và được gọi là Mp 43 . 22 500 khẩu được sản xuất theo giấy phép bởi Hispano-Suiza và được gọi là Mp 43/44
- Vatican : Đội cận vệ Thụy Sĩ cho Giáo hoàng đã sử dụng phiên bản Hispano-Suiza cho đến những năm 1970.